# Paul Schwenk

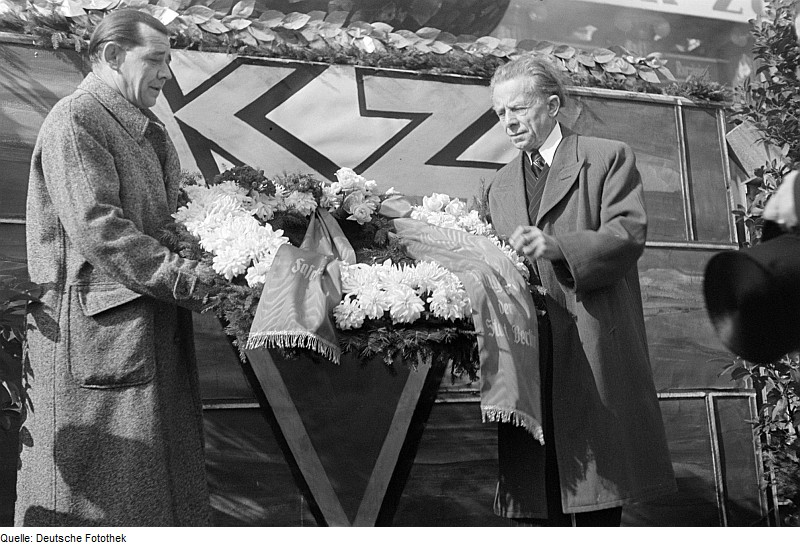
Paul Schwenk (rechts) mit Karl Maron 1946 bei einer Großkundgebung in Berlin zum Gedenken an die Opfer des Faschismus

Paul Gotthold Schwenk (* 8. August 1880 in Meißen; † 22. August 1960 in Berlin) war ein kommunistischer Politiker.

## Leben
Der aus einer Arbeiterfamilie stammende Schwenk erlernte in Dresden das Schlosserhandwerk; seit 1905 Mitglied der SPD wurde er mehrfach „gemaßregelt“ und musste, da er in Dresden aus diesem Grunde keine Arbeit mehr fand, nach Berlin übersiedeln. Hier übernahm er ab 1908 ehrenamtliche und ab 1912 hauptamtliche Parteifunktionen und war als Journalist für den Vorwärts tätig.
Als Gegner der Burgfriedenspolitik der SPD während des Ersten Weltkrieges war er in der Spartakusgruppe aktiv und trat 1917 der neu gegründeten USPD bei, in welcher er auch nach der Gründung der KPD Ende 1918 zunächst verblieb. In der USPD war Schwenk u. a. als Redakteur der zentralen Tageszeitung Freiheit und als Sekretär der Fraktion in der preußischen verfassunggebenden Versammlung tätig. Ende 1920 gehörte er zum linken Flügel der USPD, welcher sich mit der KPD zur (V)KPD zusammenschloss, auch hier arbeitete er als Sekretär der preußischen Landtagsfraktion und galt als Fachmann für kommunalpolitische Fragen.
Im Mai 1924 rückte Schwenk in den preußischen Landtag nach, dem er bis 1933 angehörte, von 1924 bis 1932 fungierte er hier als Ko-Vorsitzender der KPD-Fraktion. Daneben war er Mitglied der Berliner Stadtverordnetenversammlung, der Bezirksleitung Berlin-Brandenburg der KPD und der kommunalpolitischen Abteilung beim ZK seiner Partei.
Nach der Machtübernahme der NSDAP floh er gemeinsam mit seiner Ehefrau Martha Arendsee über Frankreich in die Sowjetunion, wo er während des Großen Terrors aufgrund eines erpressten Geständnisses fast drei Jahre von 1936 bis 1939 unter dem Vorwurf der Spionage inhaftiert wurde und auf Grund der Bemühungen v. a. seiner Lebensgefährtin wieder freikam. 1945 kehrte Schwenk als Mitglied der Gruppe Ulbricht nach Berlin zurück, wo er von 1945 bis 1947 als 3. Stellvertreter des Oberbürgermeisters amtierte. Daneben übernahm er einige wenig bedeutende Funktionen in der SED und arbeitete bis zu seiner Pensionierung 1952 im Industrieministerium der DDR.

## Ehrungen

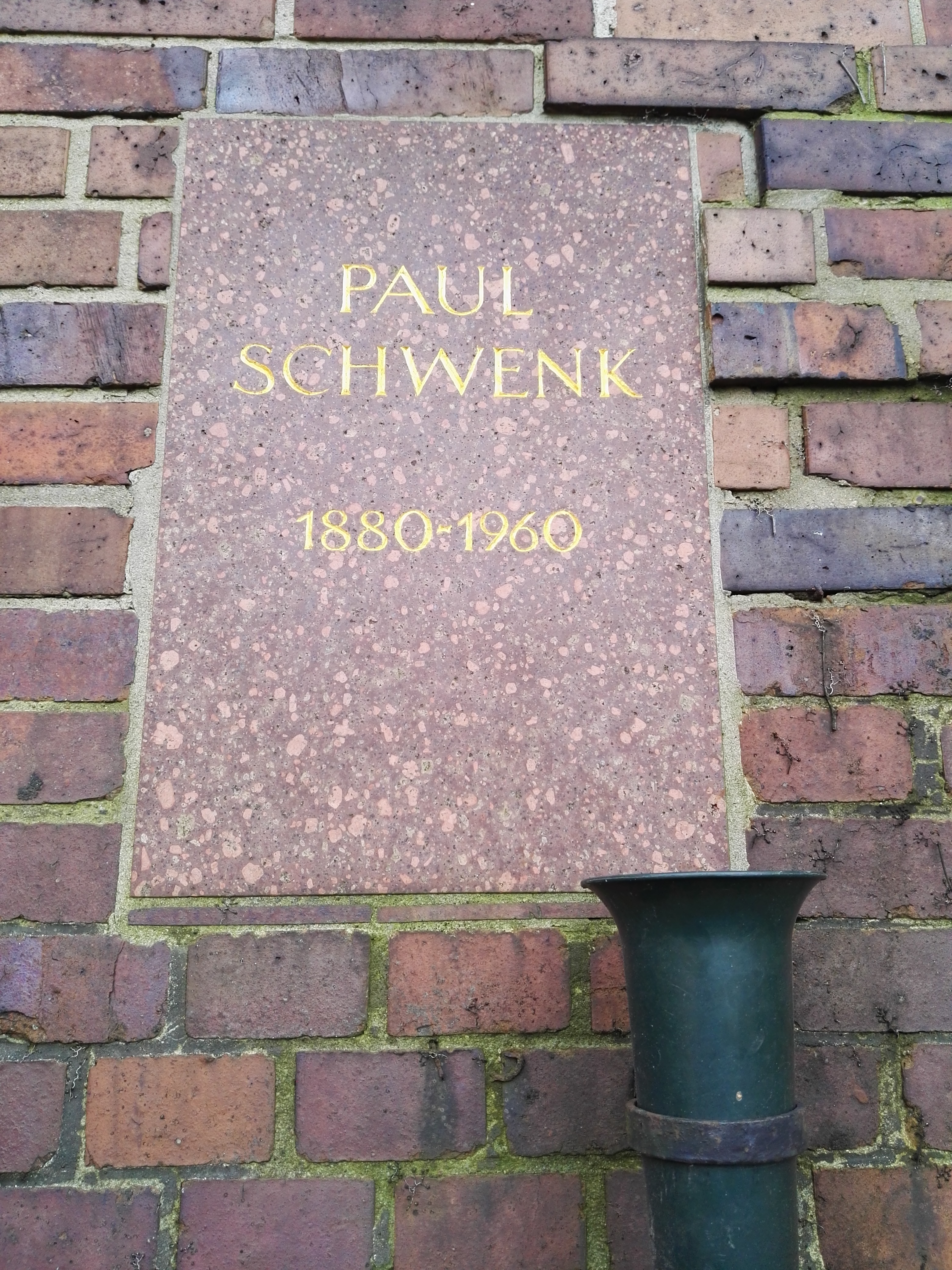
Grabstätte

Schwenk wurde 1955 mit dem Karl-Marx-Orden, am 6. Mai 1955 mit dem Vaterländischen Verdienstorden in Silber und 1960 mit dem Vaterländischen Verdienstorden in Gold  und mit dem Banner der Arbeit ausgezeichnet.
Seine Urne wurde in der Gedenkstätte der Sozialisten auf dem Zentralfriedhof Friedrichsfelde in Berlin-Lichtenberg beigesetzt. In Bernau und in Berlin-Marzahn ist die Paul-Schwenk-Straße nach ihm benannt. In Berlin waren eine Sportgemeinschaft, eine Jugendbrigade sowie die 8. Polytechnische Oberschule Berlin-Marzahn nach Paul Schwenk benannt.

## Schriften
- Paul Schwenk, Richard Schnetter (Hrsg.): 4 Jahre Weimarer Koalition in Preußen. Handbuch der Kommunistischen Fraktion des preußischen Landtages. Internationaler Arbeiter Verlag, Berlin 1928.
- Friedrich Engels: Herrn Eugen Dührings Umwälzung der Wissenschaft. Dialektik der Natur. 1873 – 1882. Marx-Engels-Verlag, Moskau 1935. (=Sonderausgabe zum vierzigsten Todestage von Friedrich Engels) [Redaktion unter Mitwirkung von P. Schwenk]
- Die Gründung der Kommunistischen Partei Deutschlands. Berliner Genossen berichten von der Entstehung der Kommunistischen Partei Deutschlands. Berlin 1960